# Kvačany
Kvačany es un municipio del distrito de Prešov en la región de Prešov, Eslovaquia, con una población estimada a final del año 2024 de 292 habitantes.
Se encuentra ubicado en el centro-sur de la región, en el valle del río Torysa (cuenca hidrográfica del río Tisza) y cerca de la frontera con la región de Košice.

## Demografía
| Año        | 1994 | 2004 | 2014  | 2024    |
| ---------- | ---- | ---- | ----- | ------- |
| Población  | 250  | 245  | 294   | 292     |
| Diferencia |      | −2 % | +20 % | −0,68 % |

| Año        | 2023 | 2024    |
| ---------- | ---- | ------- |
| Población  | 284  | 292     |
| Diferencia |      | +2,81 % |